# Ligne de Wavrin à Armentières
La ligne de Wavrin à Armentières est une ligne ferroviaire française non électrifiée à écartement standard et à voie unique reliant la gare de Wavrin à celle d'Armentières. Elle est déposée sur une partie de son parcours, et uniquement praticable d'Armentières jusqu'au nord de la LGV Nord.
Elle constitue la ligne no 293 000 du réseau ferré national.

## Historique
La loi du 17 juillet 1879 (dite plan Freycinet) portant classement de 181 lignes de chemin de fer dans le réseau des chemins de fer d’intérêt général retient en n° 1, une ligne « d'Armentières à Lens, par Don ».
La ligne est déclarée d'utilité publique par une loi le 7 avril 1879. Elle est cédée  par l'État, comme partie de la ligne de « Lens à Armentières », à la Compagnie des chemins de fer du Nord selon les termes d'une convention signée entre le ministre des Travaux publics et la compagnie le 5 juin 1883. Cette convention est approuvée par une loi le 20 novembre suivant.

## Description de la ligne

### Tracé - Parcours
La ligne prend naissance près de la gare de Wavrin à partir de la ligne de Fives à Abbeville et se termine en rejoignant la gare d'Armentières sur la ligne de Lille aux Fontinettes. 

## Exploitation
Seule la section de la gare d'Armentières jusqu'au nord de la LGV Nord, soit quatre kilomètres, est encore exploitable. Des entreprises y sont embranchées. Au-delà, sur huit kilomètres environ, la voie a été déposée. Sa situation est comparable à celle de la ligne d'Haubourdin à Saint-André.

## Projet
La création d'une voie verte,  la "voie verte des Weppes" est projetée à moyen terme sur une grande partie de la plateforme de la voie déposée.